# Калмаково (Ішимбайський район)
Калма́ково (рос. Калмаково, башк. Ҡалмаҡ) — присілок у складі Ішимбайського району Башкортостану, Росія. Входить до складу Петровської сільської ради.
Населення — 24 особи (2010; 24 в 2002).
Національний склад:
- башкири — 59%
- татари — 33%